# Bernard Saby
Pour les articles homonymes, voir Saby.
Bernard Saby né le 8 mai 1925 à Paris et mort dans la même ville le 4 juillet 1975 est un peintre et dessinateur français.

## Biographie
Après avoir étudié dans sa jeunesse la composition musicale auprès de René Leibowitz, Bernard Saby développe une abstraction singulière et suggestive, nourrie non seulement par ses recherches dans le domaine de la musique sérielle, mais aussi par son expérience des drogues, mescaline ou haschich notamment, ou encore par son étude approfondie des lichens et des textes chinois anciens.
Henri Michaux a publié en 1956, dans Misérable Miracle, un texte de Bernard Saby décrivant son expérience de la mescaline : L’image privilégiée.
Selon Patrick Waldberg, « Bernard Saby [était] sans doute, de sa génération, le plus intrépide côtoyeur d'abîmes. » Selon Jean-Jacques Lebel, « Mort jeune, Bernard Saby n'avait pas d'âge. Sa singularité absolue le plaçait au-dessus de la mêlée. » Pierre Boulez, son condisciple chez Leibowitz, affirme « qu'on peut voir la personnalité de créateur de Saby comme écartelée entre les forces d'irrationalité auxquelles il estimait indispensable de s'abandonner et le besoin de les ordonner selon une logique avouée et contrôlée. »
Le musée d'Art moderne de la ville de Paris lui a consacré une rétrospective en 1986, et conserve des tableaux de Saby dans ses collections permanentes. Il est aussi présent dans les collections du musée national d'Art moderne à Paris.

#### Ouvrages généraux
- Dictionnaire Bénézit.

#### Catalogues d’expositions
- Alain Jouffroy, Saby ou le labyrinthe, Paris, galerie du Dragon, 1955.
- René de Solier, Saby, Paris, galerie du Dragon, 1956.
- Michel Butor, Bernard Saby, Paris, galerie de L’Œil, 1963.
- Patrick Waldberg, Armand Gatti, Édouard Glissant, Saby, Peintures, Pastels, Dessins, Paris, galerie du Dragon, 1974.
- André Berne-Joffroy (dir.), Saby, Rétrospective, Paris, musée d’Art moderne de la Ville de Paris, 1986.
- Xavier-Gilles Néret, Bernard Saby, Scènes de l’espace primordial, Paris, galerie Les Yeux Fertiles, 2008.
- Xavier-Gilles Néret, Bernard Saby, L'exploration de la profondeur, Dessins 1948-1974, Paris, galerie Les Yeux Fertiles, 2012.
- Stéphane Gatti (dir.), textes de Michel Butor, Michel Conil-Lacoste, Édouard Glissant, Jean Guichard-Mieli, Alain Jouffroy, André Pieyre de Mandiargues, Claude Roy, Patrick Waldberg, Saby Variations, Montreuil, La Parole Errante, 2013.
- Nathanael Chatelain, Stéphane Gatti, Bernard Saby, Jardins perspectifs, Paris, galerie Les Yeux Fertiles, 2013.
- Marc Kober, Bernard Saby. Du monde des vitesses et des lenteurs aux nœuds de vertige, Paris, galerie Les Yeux Fertiles, 2018.